# Kenji Itami
Kenji Itami (jap. 伊丹 健治, Itami Kenji; * 15. September 1988) ist ein japanischer Radrennfahrer.
Kenji Itami wurde 2008 Neunter der Gesamtwertung bei der Tour of South China Sea. Seit Juli 2009 fährt er für das japanische Team Bridgestone Anchor. Mit dem japanischen Nationalteam startete Itami bei der Straßenrad-Weltmeisterschaft in Mendrisio im Straßenrennen der U23-Klasse, welches er jedoch nicht beenden konnte. Bei der Tour de Okinawa gewann er die zweite Etappe und konnte so auch die Gesamtwertung für sich entscheiden.

## Erfolge
2009
- Gesamtwertung und eine Etappe Tour de Okinawa

## Teams
- 2009 Team Bridgestone Anchor (ab 1. Juli)
- 2010 Bridgestone Anchor
- 2011 Bridgestone Anchor
- 2012 Bridgestone Anchor
- 2013 Bridgestone Anchor
- 2014 Bridgestone Anchor Cycling Team
- 2015 Kinan Cycling Team
- 2016 Kinan Cycling Team